# اچ‌دی ۱۲۹۱۳۲
اچ‌دی ۱۲۹۱۳۲ یک ستاره است که در صورت فلکی گاوران قرار دارد.